# Raczki Wielkie
Raczki Wielkie (deutsch Groß Retzken) ist ein Dorf in der polnischen Woiwodschaft Ermland-Masuren und gehört zur Stadt-und-Land-Gemeinde Olecko (Marggrabowa, umgangssprachlich auch Oletzko, 1928 bis 1945 Treuburg) im Powiat Olecki (Kreis Oletzko, 1933 bis 1945 Kreis Treuburg).

## Geographische Lage
Raczki Wielkie liegt im Osten der Woiwodschaft Ermland-Masuren, sechs Kilometer nordöstlich der Kreisstadt Olecko.

## Geschichte
Das kleine Dorf Retzken, erst ab 1777 Groß Retzken (mit Zusatz) genannt, wurde am 12. September 1566 gegründet. Zwischen 1874 und 1945 war es in den Amtsbezirk Krupinnen (polnisch Krupin) eingegliedert, der zum Kreis Oletzko (1933 bis 1945: Kreis Treuburg) im Regierungsbezirk Gumbinnen der preußischen Provinz Ostpreußen gehörte.
Im Jahre 1874 wurde Groß Retzken in das Standesamt Marggrabowa-Land einbezogen, bis es 1913 dem neu eingerichteten Standesamt Sczeczinken (1916 bis 1945: Eichhorn, polnisch Szczecinki) zugeordnet wurde.
192 Einwohner verzeichnete Groß Retzken im Jahre 1910. Ihre Zahl stieg – nach der Eingemeindung des Nachbarortes Klein Retzken (polnisch Raczki Małe, nicht mehr existent) am 30. September 1928 – auf 233 im Jahre 1933, und belief sich 1939 auf 184.
Aufgrund der Bestimmungen des Versailler Vertrags stimmte die Bevölkerung im Abstimmungsgebiet Allenstein, zu dem Groß Retzken gehörte, am 11. Juli 1920 über die weitere staatliche Zugehörigkeit zu Ostpreußen (und damit zu Deutschland) oder den Anschluss an Polen ab. In Groß und Klein Retzken stimmten 169 Einwohner für den Verbleib bei Ostpreußen, auf Polen entfiel keine Stimme.
In Kriegsfolge kam Groß Retzken 1945 mit dem gesamten südlichen Ostpreußen zu Polen und führt seitdem die polnische Namensform „Raczki Wielkie“. Heute ist das Dorf Sitz eines Schulzenamtes (polnisch sołectwo) und als solches eine Ortschaft im Verbund der Stadt-und-Land-Gemeinde Olecko (Marggrabowa, 1928 bis 1945 Treuburg) im Powiat Olecki (Kreis Oletzko, 1933 bis 1945 Kreis Treuburg), bis 1998 der Woiwodschaft Suwałki, seither der Woiwodschaft Ermland-Masuren zugehörig.

## Kirche
War Groß Retzken bis 1913 noch in die evangelische Kirche Marggrabowa eingepfarrt, so gehörte es danach bis 1945 zum Kirchspiel der Pfarrei Mierunischken/Eichhorn – hier zum Sprengel Eichhorn (bis 1916: Sczeczinken, polnisch Szczecinki) – im Kirchenkreis Oletzko (Treuburg) in der Kirchenprovinz Ostpreußen der Kirche der Altpreußischen Union. Katholischerseits war der Ort der katholischen Pfarrkirche der Kreisstadt im Bistum Ermland zugehörig.
Heute gehören die katholischen Kirchenglieder Raczki Wielkies zur  Pfarrkirche Szczecinki im Bistum Ełk (deutsch Lyck) der Römisch-katholischen Kirche in Polen, während die evangelischen Kirchenglieder sich zur Pfarrei Suwałki mit der Filialgemeinde Gołdap orientieren.

## Verkehr
Raczki Wielkie liegt wenige Kilometer südlich der polnischen Woiwodschaftsstraße DW 653 (zwischen 1939 und 1944 Teilstück der deutschen Reichsstraße 127) und ist von Szczecinki (Sczeczinken, 1916 bis 1945 Eichhorn) aus über eine Nebenstraße in Richtung Krupin (Krupinnen) zu erreichen.
Eine Bahnanbindung besteht nicht.